# Acromatopsie
Acromatopsia, cunoscută și sub denumirea de orbire totală colorată, este un sindrom medical care prezintă simptome legate de cel puțin cinci afecțiuni. Termenul se poate referi la afecțiuni dobândite, cum ar fi acromatopsia cerebrală, dar, în mod special,  se referă la afecțiunea autozomală recesivă congenitală a vederii în culorii, la incapacitatea de a percepe culoarea și de a obține o acuitate vizuală satisfăcătoare la niveluri de lumină ridicate, de obicei lumina exterioară. Sindromul este de asemenea prezent într-o formă mai puțin severă numită discromatopsie. Se estimează, că, afectează 1 din 30.000 de nașteri vii în întreaga lume. 
Sunt unele discuții despre acromații în sensul că aceștia pot vedea culoarea sau nu. După cum este ilustrat în Insula culorii de Oliver Sacks, unii acromați nu pot vedea culoare, doar negru, alb și nuanțe de gri. Cu cinci gene diferite cunoscute în prezent care cauzează simptome similare, se poate ca unii să vadă niveluri marginale de diferențiere a culorii datorită caracteristicilor genice diferite. Cu dimensiuni de eșantion atât de mici și rate de răspuns scăzute, este dificil de diagnosticat cu exactitate „condițiile achromatice tipice”. Dacă nivelul de lumină în timpul testării este optimizat pentru acestea, acestea pot atinge o acuitate vizuală corectată de la 20/100 la 20/150 la niveluri mai mici de lumină, indiferent de absența culorii. 
O trăsătură comună este hemeralopia sau orbirea la soare. La pacienții cu acromatopsie, sistemul conului și fibrele purtătoare de informații despre culoare rămân intacte. Acest lucru indică faptul că mecanismul utilizat pentru construirea culorilor este defect. 

## Semne și simptome
Sindromul este frecvent observat mai întâi la copii în jurul vârstei de șase luni prin activitatea fotofobă sau prin nistagmusul lor. Nistagmusul devine mai puțin vizibil odată cu vârsta, dar celelalte simptome ale sindromului devin mai relevante pe măsură ce vârsta școlară se apropie. Acuitatea vizuală și stabilitatea mișcărilor oculare se îmbunătățesc, în general, în primii șase-șapte ani de viață (dar rămân aproape 20/200). Formele congenitale ale afecțiunii sunt considerate staționare și nu se agravează odată cu vârsta. 
Cele cinci simptome asociate cu acromatopsia sau discromatopsia sunt: 
1. acromatopsia
2. ambliopia (acuitate vizuală redusă)
3. hemeralopia (subiectul prezintă fotofobie)
4. nistagmus
5. anomalii de funcționare ale irisului

Sindromul de acromatopsie sau discromatopsie este slab descris în textele medicale și neurooftalmologice actuale. A devenit un termen comun în urma lansării cărții neuroștiințifice Oliver Sacks, Insula culorii, în 1997. Până atunci, cei mai mulți subiecți au fost descriși ca acromați sau acromatopi. Cei cu un grad mai mic de anomalii de percepție a culorii au fost descriși drept protanopi, deuteranopi sau tetartanopi (istoric tritanopi). 
Acromatopsia  a fost, de asemenea, numită monocromație de tijă și orbire totală congenitală a culorii. Persoanele cu forma congenitală a acestei afecțiuni, prezintă absența completă a activității celulelor cu conuri evidentiață prin electroretinografie la niveluri ridicate de lumină. Există cel puțin patru cauze genetice ale acromatopsiei congenitale, dintre care două implică canale ionice cu nucleotide ciclice (ACHM2, ACHM3), o a treia implică transducina fotoreceptorului conului (GNAT2, ACHM4), iar ultima rămâne necunoscută. 

### Acromatopsia completă
În afară de o incapacitate completă de a vedea culoarea, persoanele cu acromatopsie completă au o serie de alte aberații oftalmologice. Printre aceste aberații optice sunt incluse scăderea acutății vizuale (<0,1 sau 20/200) în lumina zilei, hemeralopia, nistagmus și fotofobie severă. Fundul ochiului pare complet normal. 

### Acromatopsie incompletă
În general, simptomele acromatopsiei incomplete (discromatopsia) sunt similare cu cele ale acromatopsiei complete, cu excepția unei forme diminuate. Persoanele cu acromatopsie incompletă au o acuitate vizuală redusă cu sau fără nistagmus sau fotofobie. Mai mult decât atât, acești indivizi au doar o afectare parțială a funcției celulelor cu conuri, însă celulele cu tije și-au păstrat funcția.  

## Cauze

### Moștenite
Acromatopsia sau discromatopsia dobândită este o afecțiune asociată cu deteriorarea diencefalului - în special atalamusul din creierul mijlociu - sau cortexul cerebral (neocortex), în special în patra zonă de asociere vizuală, V4, care primește informații de pe calea parvocelulară implicată în prelucrarea  culorilor.  
Acromatopsia sau discromatopsia talamică este cauzată de deteriorarea talamusului; este cel mai frecvent cauzată de apariția și dezvoltarea tumorilor, fiind singurele care îl pot afecta, acesta fiind bine protejat de deteriorarea externă. 
Acromatopsia cerebrală este o formă de orbire dobândită, care este cauzată de deteriorarea cortexului cerebral al creierului, mai degrabă decât de anomalii în celulele retinei ochiului. Acesta este cel mai frecvent cauzat de traume fizice, hemoragie sau creșterea țesutului tumoral. 

### Congenitale
Cauzele cunoscute ale formelor congenitale de achromatopsie se datorează tuturor funcționării defectuoase a căii fototransductiei retiniene. Mai exact, această formă de achromatopsie pare să rezulte din incapacitatea celulelor conului de a răspunde corect la intrarea luminii prin hiperpolarizare. Cauzele genetice cunoscute sunt mutațiile din canalele ionice cu nucleotide ciclice cu celule conice CNGA3 (ACHM2) și CNGB3 (ACHM3), precum și transducina cu celule conice, GNAT2 (ACHM4). 
O a patra cauză genetică (ACHM5, OMIM 613093) a fost descoperită în 2009.  Este o mutație a genei PDE6C, localizată pe locusul cromozomului  10, 10q24. Se estimează că mai puțin de două procente din acromatopsii sunt cauzate de o mutație a acestei gene. 

## Fiziopatologie
Aspectul hemeralopic al acromatopsiei poate fi diagnosticat neinvaziv folosind electroretinografie. Răspunsul la nivel scăzut (scotopic) și median (mezotopic) va fi normal, dar răspunsul în condiții de nivel luminos ridicat (fotopic) va fi absent. Nivelul mezotopic este de aproximativ 100 de ori mai mic decât nivelul clinic utilizat pentru electroretinograma de nivel înalt tipic. Când este descris, starea se datorează unei saturații în porțiunea neurală a retinei și nu datorită absenței fotoreceptorilor în sine. 
În general, patomecanismul molecular al acromatopsiei este fie incapacitatea de a controla corect sau de a răspunde la niveluri modificate de cGMP; deosebit de importantă în percepția vizuală, deoarece nivelul său controlează deschiderea canalelor ionice cu nucleotide ciclice (CNGs). Scăderea concentrației de cGMP determină închiderea CNG-urilor și rezultă hiperpolarizarea și încetarea eliberării glutamatului. 
CNG-urile retiniene native sunt compuse din 2   α- și 2   Subunități β, care sunt CNGA3 și, respectiv, CNGB3, în celule conice. Când este exprimat singur, CNGB3 nu poate produce canale funcționale, în timp ce nu este cazul CNGA3. Asamblarea CNGA3 și CNGB3 produce canale cu expresie de membrană alterată, permeabilitate ionică ( Na + vs. K + și Ca 2+ ), eficacitatea relativă a activării cAMP / cGMP, reducerea rectificării exterioare, pâlpâirea curentului și sensibilitatea la blocare prin L-cis-diltiazem. 
Mutațiile tind să conducă la pierderea funcției CNGB3 sau câștigul funcției (adesea crește afinitatea pentru cGMP) de CNGA3. Nivelurile de cGMP sunt controlate de activitatea transducinei cu celule conice, GNAT2. Mutațiile din GNAT2 tind să conducă la o proteină trunchiată și, probabil, nefuncțională, prevenind astfel modificarea nivelurilor de cGMP de fotoni. Există o corelație pozitivă între severitatea mutațiilor din aceste proteine și completitudinea fenotipului de achromatopsie. 
Diagnosticul molecular poate fi stabilit prin identificarea variantelor bialelice din genele cauzale. Abordările de testare genetică moleculară utilizate în achromatopsie pot include analiza țintită pentru varianta comună CNGB3 c.1148delC   (p. Thr383IlefsTer13), utilizarea unui panou multigenerațional sau testări genomice complete. 

### ACHM2
În timp ce unele mutații din CNGA3 au ca rezultat canale trunchiate și, probabil, nefuncționale, acesta nu este în mare parte cazul. În timp ce puține mutații au primit studii aprofundate, cel puțin o mutație are ca rezultat canale funcționale. Curios, această mutație, T369S, produce modificări profunde atunci când este exprimată fără CNGB3. O astfel de modificare este scăderea afinității pentru monofosfat de guanozină ciclică. Altele includ introducerea unei sub-conductanțe, modificarea cineticii de canale cu un singur canal și permeabilitatea crescută a calciului. 
Când canalele T369S mutante se reunesc cu CNGB3, totuși, singura aberație rămasă este permeabilitatea crescută a calciului.  Deși nu este clar imediat cum această creștere a Ca 2+ duce la acromatopsie, o ipoteză este că acest curent crescut scade raportul semnal-zgomot. Alte mutații caracterizate, cum ar fi Y181C și celelalte S1   mutații din regiune, au ca rezultat o scădere a densității curente datorită incapacității canalului de a circula la suprafață.  O astfel de pierdere a funcției va anula, fără îndoială, capacitatea celulei conului de a răspunde la intrarea vizuală și de a produce achromatopsie. Cel puțin o altă mutație missense în afara S1   regiunea, T224R, duce de asemenea la pierderea funcției. 

### ACHM3
Deși au fost caracterizate foarte puține mutații în CNGB3, marea majoritate a acestora au ca rezultat canale trunchiate care, probabil, sunt nefuncționale. Acest lucru va duce în mare măsură la haploinsuficiență, deși în unele cazuri, proteinele trunchiate pot fi capabile să se adune cu canale de tip sălbatic într-o manieră negativă dominantă. Cea mai răspândită mutație ACHM3, T383IfsX12, are ca rezultat o proteină trunchiată non-funcțională care nu circulă în mod corespunzător către membrana celulară.  
Cele trei mutații missense care au primit studiu suplimentar arată o serie de proprietăți aberante, cu o temă de bază. R403Q   mutația, care se află în regiunea porilor a canalului, are ca rezultat o creștere a rectificării curentului exterior, față de relația curent-tensiune liniară în mare parte a canalelor de tip sălbatic, concomitent cu o creștere a afinității cGMP.  Celelalte mutații arată fie o expresie de suprafață crescută (S435F), fie o scădere (F525N), dar și o afinitate crescută pentru cAMP și cGMP.   Este o afinitate crescută pentru cGMP și cAMP la acești mutanți care este probabil modificarea cauzatoare de tulburări. O astfel de afinitate crescută va duce la canale care sunt insensibile la ușor modificări ale concentrației de cGMP din cauza intrării de lumină în retină. 

### ACHM4
La activarea prin lumină, con-opsina determină schimbul de PIB pentru GTP în proteina de legare a nucleotidelor de guanină (proteina G ) , activitate transducătoare a polipeptidei   2 (GNAT2). Aceasta provoacă eliberarea subunității α activate din subunitățile β / γ inhibitoare. Această subunitate α activează apoi o fosfodiesterază care catalizează conversia cGMP în GMP, reducând astfel curentul prin CNG3   canale. 
Deoarece acest proces este absolut vital pentru procesarea corectă a culorilor, nu este surprinzător că mutațiile din GNAT2 duc la achromatopsie. Mutațiile cunoscute din această genă, toate conduc la proteine trunchiate. Probabil, atunci, aceste proteine sunt nefuncționale și, în consecință, con-opsina care a fost activată de lumină nu duce la modificarea nivelurilor de cGMP sau la hiperpolarizarea membranei fotoreceptorilor. 

## Administrare
În general nu există tratament pentru a vindeca achromatopsia. Cu toate acestea, filtrele de culoare roșu închis sau prune sunt de mare ajutor în controlul sensibilității la lumină. 
Din 2003, există un dispozitiv cibernetic numit eyeborg care permite oamenilor să perceapă culoarea prin undele sonore.  Artistul cu acromatopsie Neil Harbisson a fost primul care a folosit un astfel de dispozitiv la începutul anului 2004, ochiul i-a permis să înceapă să picteze în culori memorând sunetul fiecărei culori. 
Mai mult, există unele cercetări asupra terapiei genice pentru animale cu achromatopsie, cu rezultate pozitive la șoareci și câini tineri, dar o eficiență mai mică la câinii mai în vârstă. Cu toate acestea, nu s-au făcut experimente pe oameni. Există multe provocări pentru efectuarea terapiei genice pentru orbirea culorii la om. 

## Epidemiologie
Acromatopsia este o afecțiune rară având o prevalență de 1 la 30 000 de oameni .
Cu toate acestea, pe micul atol micronesian din Pingelap, aproximativ cinci procente din 3.000 de locuitori ai atolului sunt afectați.   Acesta este rezultatul unui blocaj al populației cauzat de un tifon și de foamete care a decedat în anii 1770, care a ucis pe toți, în afară de aproximativ douăzeci de insulari, inclusiv unul care a fost heterozigot pentru acromatopsie. 
Oamenii din această regiune au denumit achromatopsia „maskun”, ceea ce înseamnă literal „a nu vedea” în Pingelapese.  Această populație neobișnuită l-a atras pe insula neurologul Oliver Sacks pentru care a scris cartea sa din 1997, Insula coloratului. 